# Chronos und die Trauernde

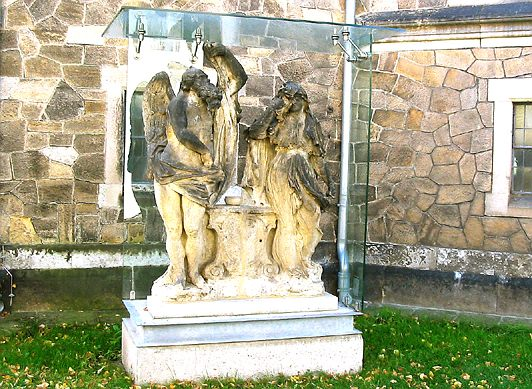
Denkmal Chronos und die Trauernde auf dem Kirchhof der Friedenskirche

Das Sandstein-Bildwerk Chronos und die Trauernde oder auch Chronos und das trauernde Weib ist eines der bedeutendsten Denkmäler im sächsischen Radebeul. Es steht auf dem Kirchhof der Friedenskirche auf dem Anger von Altkötzschenbroda. Die Einordnung durch denkmalpflegerische Befunde weist auf das 17. oder 18. Jahrhundert hin, wahrscheinlich Anfang des 18. Jahrhunderts. Das Denkmal ist ohne Sockel 1,80 Meter hoch und 1,45 Meter breit, es besteht aus Cottaer Sandstein.

## Beschreibung
„Chronos, Personifikation der Zeit, aber auch mit anderen Bildern belegt, wird hier als greiser Mann mit Flügeln dargestellt. Wahrscheinlich trug er eine Sense oder ein Stundenglas, so daß man ihn auch mit dem Tod oder mit dem Herrn der Gefilde der Seligen in Verbindung bringen könnte. Seine stark bewegte muskulöse Figur ist mit einem faltenreichen, von oben fallenden Hüfttuch bekleidet. Er weist mit dem Zeigefinger der rechten Hand nach unten, auf eine irdene Schale, die zugleich Sinnbild für die Vergänglichkeit unseres Daseins auf Erden ist. Das mit einem lockigen Bart umschlossene Haupt ist zum Licht gerichtet. Die Augen scheinen geschlossen zu sein oder werden durch das Licht geblendet, das Licht, das als Sinnbild für die Herrlichkeit Gottes stehen könnte.
Im Gegensatz zu der kraftvollen Aufwärtsbewegung des Mannes zeigt die Frau durch ihren Ausdruck und ihre Bewegungen tiefe Betrübnis. Sie verhüllt ihr Haar mit einem langen, über Arme und Schultern fallenden Schleier und bedeckt ihre Augen als Zeichen der Trauer mit einem Tränentuch. In der linken Hand hält sie eine nach unten gerichtete Fackel, die symbolisch für die Finsternis steht.
Beide Figuren wenden sich in einer leichten Drehung einander zu. Ohne sich zu berühren, scheinen sie gerade durch ihre Gegensätzlichkeit tief miteinander verbunden zu sein.“

## Geschichte

Chronos vom Denkmal Chronos und die Trauernde, rechts die Grabplatte von Prescher, 1900

Die Trauernde vom Denkmal Chronos und die Trauernde, links die Grabplatte von Prescher, 1900

Das denkmalgeschützte Grabmal gehörte zu einer bisher noch unerforschten Familie oder Person im Umkreis von Kötzschenbroda. Die Ausarbeitung der Figurengruppe weist jedenfalls auf eine Entstehung im Barock hin.
Für 1885 verzeichnen die Bauakten zum Friedenskirchhof immer wieder Rechnungen mit Umsetzungen von Grabmalen, jedoch wird die Chronosgruppe namentlich nicht erwähnt. Auf einem Foto um 1900 erscheinen die beiden Figuren getrennt, links und rechts der Grabplatte des Kötzschenbrodaer Pfarrers Augustin Prescher. Die Figurengruppe war mitten durch die Konsole hindurch zersägt. Dübellöcher vorn in der Konsole weisen auf die ehemalige Anbringung einer Schriftplatte hin, diese ist jedoch verloren.
Die Figurengruppe wird 1904 im Inventarverzeichnis der sächsischen Kunstdenkmäler erwähnt. Cornelius Gurlitt beschreibt darin die beiden Figuren im Zusammenhang mit der Friedenskirche als „an der Ostseite äußerlich aufgestellt“.
Nach einem Zwischenaufenthalt in der Bildhauerwerkstatt der Dresdner Zwingerbauhütte wurde sie 1928, inzwischen wieder zusammengesetzt, an der Südseite des Schlosses Hoflößnitz aufgestellt, wo sie bis 1945 verblieb. Dann wurde sie im Gelände der Hoflößnitz auf die Ostseite des Kavalierhauses umgesetzt und stand bis zu ihrer Restaurierung 2004 ungeschützt rechts vom Kavaliershaus. Inzwischen ist sie zu ihrem Ursprungsort, dem Kötzschenbrodaer Kirchhof, zurückgekehrt.
Bei der Restaurierung 2004 wurde der, verglichen mit den Fotos von 1900, schwer geschädigte Bestand stabilisiert, der Stein wurde gereinigt und behutsam ergänzt, Schalenablösungen wurden hinterfüttert und gesichert, auch fand eine Salzminderung statt. Da nicht bekannt ist, ob Chronos ein Stundenglas oder eine Sichel gehalten hat, wurde hier nichts getan. Hingegen erhielt der nach unten zeigende Finger seiner rechten Hand mit einer ergänzten, auf der Konsole stehenden kleinen Schale als „Sinnbild für die Vergänglichkeit unseres Daseins auf Erden“ einen Zielpunkt. Zusätzlich wurden Chronos und die Trauernde unter ein Glasschutzdach gestellt, um künftige Wettereinflüsse zu minimieren.